# Munda Biddi Trail
De Munda Biddi Trail is een offroad-langeafstandsfietsroute in West-Australië. Ze slingert duizend kilometer, van Mundaring tot Albany, door het zuidwesten van West-Australië.
Munda Biddi betekent "pad door het woud" in de taal van de Nyungah. De route verloopt grotendeels door een onbebouwde corridor. Munda Biddi slingert zich door grote gebieden ongerept bos en bushland op overwegend glooiend terrein. De fietsroute kan het hele jaar door bereden worden maar de omstandigheden zijn het best in de lente en de herfst. Van december tot maart is er reëel gevaar voor bosbranden en uitdrogingsverschijnselen door de extreme zomerse hitte. Er wordt aangeraden dan enkel in het zuiden in de streek rond Pemberton te fietsen. Sinds 2023 staat het record voor het afleggen van de route op twee dagen, twaalf uur en vijftien minuten.
De route is opgedeeld in etappes en deze verschillen in moeilijkheid en type ondergrond. Er zijn etappes voor ieders fietsvaardigheid en tempo. De route is makkelijk bereikbaar met de wagen. Fietsers kunnen op verschillende plaatsen aan de tocht beginnen. Er zijn gratis kampeerplaatsen op verschillende plaatsen langs het parcours, maar soms liggen ze op meer dan een dag fietsen van elkaar. Er bestaan gedetailleerde kaarten van de route die men onder andere online kan aanschaffen bij de 'The Munda Biddi Trail Foundation'. Van Mundaring tot Albany loopt de fietsroute door Jarrahdale, Dwellingup, Collie, Boyanup, Donnybrook, Nannup, Donnely River, Manjimup, Quinninup, Pemberton, Northcliffe, Walpole en Denmark.
In april 2012 werden op het parcours geocaches geplaatst.
De 'Munda Biddi Trail' wordt onderhouden door de 'The Munda Biddi Trail Foundation', een non-profitorganisatie die werd opgericht om het 'Department of Environment and Conservation' bij te staan. De organisatie ontwikkelt en onderhoudt onder andere het parcours, stuurt de vrijwilligers aan en plant evenementen en tochten.
Wandelaars kunnen het parallelle Bibbulmunwandelpad nemen.

## Etappes en kaarten
Van Mundaring naar Collie
- Kaart 1. Mundaring - Jarrahdale
- Kaart 2. Jarrahdale - Nanga
- Kaart 3. Nanga - Collie

Van Collie naar Northcliffe
- Kaart 4. Collie - Jarrahwood
- Kaart 5. Jarrahwood - Manjimup
- Kaart 6. Manjimup - Northcliffe

Van Northcliffe naar Albany
- Kaart 7. Northcliffe - Walpole
- Kaart 8. Walpole - Denmark
- Kaart 9. Denmark - Albany